# باريت ليون
باريت ليون (بالإنجليزية: Barrett Lyon)‏ هو فنان أمريكي، ولد في 18 مارس 1978.